# Kali dibiphosphat
Kali đihydrophosphat, KDP, (cũng được gọi là monokali phosphat, MKP), có công thức phân tử là KH
2PO
4, là muối hòa tan của kali và ion đihydrophosphat được sử dụng làm phân bón, phụ gia thực phẩm và thuốc diệt nấm. Đây là nguồn để sản xuất phosphor và kali. Nó cũng là một chất đệm buffering. Được sử dụng trong hỗn hợp phân bón với urê và amoni phosphat, nó giảm thiểu sự thoát ra của amonia bằng cách giữ pH ở mức tương đối thấp.
Tinh thể chất này có cấu trúc bốn phương ở nhiệt độ phòng, là chất thuận điện. Ở nhiệt độ dưới -150 °C (-238 °F), chúng trở thành chất sắt điện.

## Cấu trúc
Kali đihydrophosphat có thể tồn tại trong một số dạng thù hình. Ở nhiệt độ phòng, nó hình thành các tinh thể thuận điện với hệ tinh thể bốn phương đối xứng. Khi làm mát đến -150 °C, nó biến đổi thành chất sắt điện đối xứng hệ thoi và nhiệt độ chuyển đổi chuyển đến -50 °C thì nguyên tử hydro được thay thế bởi deuteri. Nung đến 190 °C thì thay đổi cấu trúc thành dạng đơn nghiêng. Khi được nung nóng hơn nữa, KDP phân hủy do mất nước, tạo thành kali metaphosphat KPO3 ở 400 °C (752 °F).
| Dạng đối xứng           | Nhóm không gian | Số  | Kí hiệu Pearson | a (nm) | b (nm) | c (nm) | Z | Tỉ trọng, g/cm³ | T (°C)       |
| ----------------------- | --------------- | --- | --------------- | ------ | ------ | ------ | - | --------------- | ------------ |
| Hệ tinh thể hệ thoi     | Fdd2            | 43  | oF48            | 1,0467 | 1,0533 | 0,6926 | 8 | 2,37            | < −150       |
| Hệ tinh thể bốn phương  | I42d            | 122 | tI24            | 0,744  | 0,744  | 0,697  | 4 | 2,34            | −150 đến 190 |
| Hệ tinh thể đơn nghiêng | P21/c           | 14  | mP48            | 0,733  | 1,449  | 0,747  | 8 |                 | 190 đến 400  |

## Điều chế
KDP được tạo ra bởi phản ứng của axit phosphorric và kali cacbonat.

## Ứng dụng
Bột KDP được dùng trong phân bón có chứa 52% P
2O
5 và 34% K2O và được dán nhãn NPK 0-52-34. Bột KDP thường được sử dụng như một nguồn dinh dưỡng trong nhà kính và thủy canh.
Là một tinh thể, KDP được ghi nhận vì các thuộc tính quang học phi tuyến tính. Được sử dụng trong bộ điều biến quang học và cho các hệ thống quang phi tuyến tính như thế hệ điều hòa thứ hai (SHG).